# Вязова (Львовская область)
Вязова (укр. В'язова) — село в Жолковской городской общине Львовского района Львовской области Украины.
Население по переписи 2001 года составляло 688 человек. Занимает площадь 29,4 км². Почтовый индекс — 80344. Телефонный код — 3252.

## История
Первое письменное упоминание — 1646 год. Название происходит от ремесла, которым занималось население — вязанием (плетением) корзин из лозы.